# 長崎県立島原農業高等学校
長崎県立島原農業高等学校（ながさきけんりつ しまばらのうぎょうこうとうがっこう,Nagasaki Prefectural Shimabara Agricultural High School）は、長崎県島原市下折橋町に所在する公立の農業高等学校。学校の通称は「島原農業」、「島農」（しまのう）、「農高」。

## 概要
歴史
1952年（昭和27年）に開校した。2012年（平成24年）に創立60周年を迎えた。
校訓
「誠実　勤労　創造」
スローガン
21世紀は「食」と「環境」と「福祉」の時代
「前進 島農 あいさつ 掃除 日本一」
校章
稲穂の上にはしご高の「高」（俗字体）の文字を置いている。
校歌
作詞は宮崎康平、作曲は寺崎良平によるもの。歌詞は2番まであり、島原半島を代表する山、「雲仙岳」や、学校のふもとに広がる「有明海」、農業高校を思わせる「鍬（くわ）」が歌詞に入っている。各番とも「島原 島原 島原農高」で終わる。
設置課程・学科
全日制課程 4学科(2019年度入学生まで)
各科1学級。2年次よりコース制
- 農業科学科
  - 作物・農業機械コース
  - 産業動物（大動物）コース
  - 社会動物（中小動物）コース
    - 専門科目 - 農業と環境、畜産、作物、野菜、農業機械、植物バイオテクノロジー、農業経営
    - 選択授業(３年) - 有機農業、農業機械、アグリビジネス、アニマルコミュニケーション、農業情報、食文化、食品製造、国語・数学、生活と福祉、音楽Ⅰ

- 園芸科学科
  - 野菜コース
  - 果樹コース
  - 草花（草花･バイオ）コース
    - 専門科目 - 農業と環境、野菜、果樹、草花、農業機械、植物バイオテクノロジー、農業経営
    - 選択授業(３年) - 有機農業、農業機械、アグリビジネス、アニマルコミュニケーション、農業情報、食文化、食品製造、国語・数学、生活と福祉、音楽Ⅰ

- 食品科学科
  - 食品製造コース
  - 食品栄養コース
    - 専門科目 - 農業と環境、食品製造、食品科学、微生物利用
    - 選択授業(３年) - アニマルコミュニケーション、農業情報、食文化、国語・数学、生活と福祉、音楽Ⅰ

- 生活福祉科
  - 福祉看護コース
  - ライフデザインコース
    - 専門科目 - 農業と環境、生活と福祉、ファッション造形基礎、フードデザイン、生物活用
    - 選択授業(３年) - アニマルコミュニケーション、農業情報、食文化、食品製造、国語・数学、音楽Ⅰ

全日制課程 3学科(令和2年度入学生から)
各科1学級。2年次よりコース制
- 農業ビジネス科
  - 動物コース
  - 野菜コース
  - 果樹コース
    - 専門科目 - 農業と環境、畜産、野菜、果樹、農業機械、植物バイオテクノロジー、農業経営
    - 選択科目 -

- 食品サイエンス科
  - 食品製造コース
  - 食品栄養コース
    - 専門科目 - 農業と環境、食品製造、食品科学、微生物利用
    - 選択科目 -

- 生活創造科
  - 福祉看護コース
  - ライフデザインコース
    - 専門科目 - 農業と環境、草花、生活と福祉、ファッション造形基礎、フードデザイン、生物活用
    - 選択科目 -

## 沿革
- 1952年（昭和27年）4月1日 - 「長崎県立島原農業高等学校」（現校名）が開校。全日制課程 農業科・畜産科・農村家庭科各1学級を設置（1学年3学級）。
- 1958年（昭和33年）4月1日 - 農村家庭科を1学級増設（1学年4学級）。
- 1963年（昭和38年）4月1日 - 農村家庭科を生活科に改称。
- 1964年（昭和39年）4月1日 - 園芸科を1学級設置（１学年５学級）。
- 1985年（昭和60年）- 総合落成記念式典を挙行。
- 1991年（平成3年）4月1日 - 農業科・園芸科・畜産科を農業経営科・施設園芸科に改編し、生産流通科を新設。
- 1993年（平成5年）4月1日 - 生活科を生活科学科に改編。
- 2002年（平成14年）- 創立50周年記念式典を挙行。
- 2004年（平成16年）4月1日 - 農業経営科・施設園芸科・生産流通科を農業科学科・園芸科学科・食品科学科に改編。
- 2006年（平成18年）4月1日 - 生活科学科2学級を生活福祉科1学級に改編。
- 2011年（平成23年）10月 - 第62回日本学校農業クラブ全国大会が長崎で行われる予定で、島原農業高校は「プロジェクト発表会」および「長崎の農業展」の事務局となっている。[5]
- 2012年（平成24年）- 創立60周年記念式典を挙行。
- 2014年（平成26年） - 野球部が第134回九州地区高等学校野球長崎県大会で初優勝を果たす。
- 2020年（令和2年）4月1日 ‐ 農業科学科・園芸科学科・食品科学科・生活福祉科を農業ビジネス科・食品サイエンス科・生活創造科に改編。

## 教育活動

### 体験学習
- 海外・国内研修、先進地農業見学、インターンシップ、老人ホーム介護実習

### 地域との連携
- 「いのち」の教育（中学校との連携）
- アニマルキッズクラブ（動物ふれあい）
- 学校動物園
- 福祉施設訪問
- 雲仙百年の森づくり
- エコ活動（羊による除草活動等）
- スクールマーケット（地産地消）
- 環境保全型農業
- 新商品開発（島農ブランド）

### 島農ブランド
- 独自のブランド認定制度を設け、生徒の学習や研究成果を評価し、研究意欲を高める取り組みを行っている。
  - 2004年（平成16年）- SA[6] holstein genetic challenge （ホルスタイン牛品種改良）、島農有機堆肥1号、島農有機ビワ
  - 2005年（平成17年）- 温泉トマト
  - 2006年（平成18年）- そうめん饅頭、対州馬[7]、島農シクラメン、
  - 2007年（平成19年）- 装飾用草花生産、島農温泉マーマレード（甘夏が原料）、島農チーズケーキ
  - 2008年（平成20年）島農たまご

## 学校行事
3学期制
1学期
- 4月 - 入学式、島農「春の市」
- 5月 - 農業クラブ総会、家庭クラブ総会、歓迎遠足
- 6月 - 県高校総体、農業クラブ県連大会
- 7月 - 校内球技大会、インターンシップ
- 8月 - 平和学習、農業クラブ九連大会

2学期
- 9月 - 体育祭
- 10月 - 産業視察研修(1年)、農業クラブ全国大会
- 11月 - 農業祭（文化祭、プロジェクト学習・文化活動の展示や農産物や加工品の販売を2日間開催）
- 12月 - 修学旅行(2年)、農高百首カルタ大会（小倉百人一首に近現代の短歌・生徒作品を加えた独自のカルタ大会）

3学期
- 1月 - 課題研究発表会
- 2月 - ふるさと散策(1年・2年)、校内プロジェクト発表会
- 3月 - 卒業式、校内農業鑑定競技、校内意見発表会、校内球技大会

## 部活
運動部
- 野球部
- 陸上部（男・女）
- バレーボール部（女）
- ハンドボール部（女）
- ソフトテニス部（女）
- テニス部（男）
- ラグビー部（男）
- 弓道部（女）

文化部・生活部
- 茶道部
- 新聞・放送部
- 美術部
- 情報・科学部
- 家庭科学部
- 生活文化部
- 島農和太鼓部

農事部
- 作物部
- 野菜部
- 果樹部
- 草花部
- 食品加工部
- 畜産部
- 社会動物部

同好会
- 国際研究同好会

## 著名な出身者
- 柴田保光（元プロ野球選手）
- 柘植末利（フランス料理シェフ。プリンスホテル総料理長）

## 交通アクセス
最寄りの鉄道駅
- 島原鉄道「島原駅」

最寄りのバス停
- 島鉄バス 島原市内線「農高前」バス停

最寄りの道路
- 長崎県道58号愛野島原線

## 周辺
学校・保育施設
- 長崎県立島原工業高等学校
- 長崎県立島原高等学校
- 長崎県立島原商業高等学校
- 島原市立第一中学校
- 島原市立第一小学校
- 島原市立第二小学校
- 島原活水幼稚園
- たけしま保育園

官公署
- 島原市役所
- 島原振興局

金融機関・郵便局
- 下折橋簡易郵便局

歴史的建造物・寺院
- 島原城
- 島原武家屋敷街
- 旧島原藩薬草園跡
- 五社大稲荷神社
- 本光寺

その他
- 島原鉄工所
- 雲仙自動車学校